# Філіпінський пінон
Філіпінський пі́нон (Phapitreron) — рід голубоподібних птахів родини голубових (Columbidae). Представники цього роду є ендеміками Філіппін.

## Опис
Філіпінські пінони — птахи середнього розміру, їхня середня довжина становить 23-27 см, а вага 80-165 г. Вони мають переважно буре забарвлення, на обличчі у них є помітні темні смуги, пера на шиї мають металевий відблиск. Вони ведуть деревний спосіб життя, живуть в лісах. Деякі види віддають перевагу густим тропічним лісам, деякі — вторинним лісам та іншим лісовим масивам. Вони ведуть переважно поодинкой спосіб життя. Філіпінським пінонам не притаманний статевий диморфізм.

## Види
Виділяють чотири види:
- Пінон лусонський (Phapitreron leucotis)[7]
- Пінон аметистовий (Phapitreron amethystinus)
- Пінон тавітавський (Phapitreron cinereiceps)
- Пінон мінданайський (Phapitreron brunneiceps)[8]

## Етимологія
Наукова назва роду Phapitreron походить від сполучення наукових назв родів Фапс (Phaps Selby, 1835) і Вінаго (Treron Vieillot, 1816).